# Frachtgut

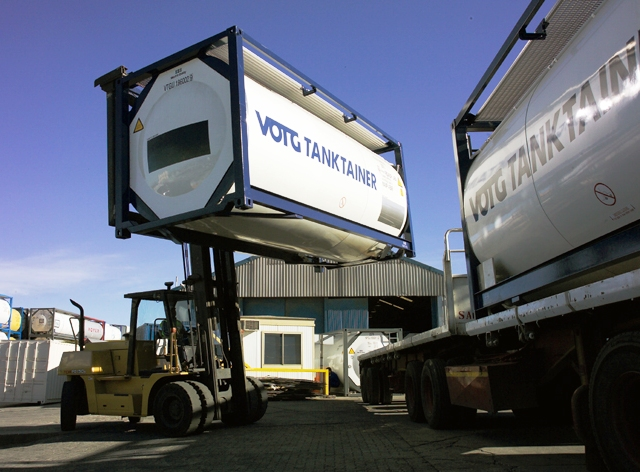
Verladen von Frachtgut

Frachtgut – auch Ladung, Cargo oder, im allgemeinen Sprachgebrauch, Fracht genannt – ist die Bezeichnung für ein Transportgut, das von einem Frachtführer gegen Entgelt befördert wird.
Das Entgelt für den Transport von Frachtgut wird als Fracht bezeichnet. Der Begriff für den Transport zwischen Verlade- und Entladestation wird als Fuhre bezeichnet. Unterschieden wird zudem zwischen Binnenfracht (innerhalb eines Staates) und Seefracht.

## Transportmittel

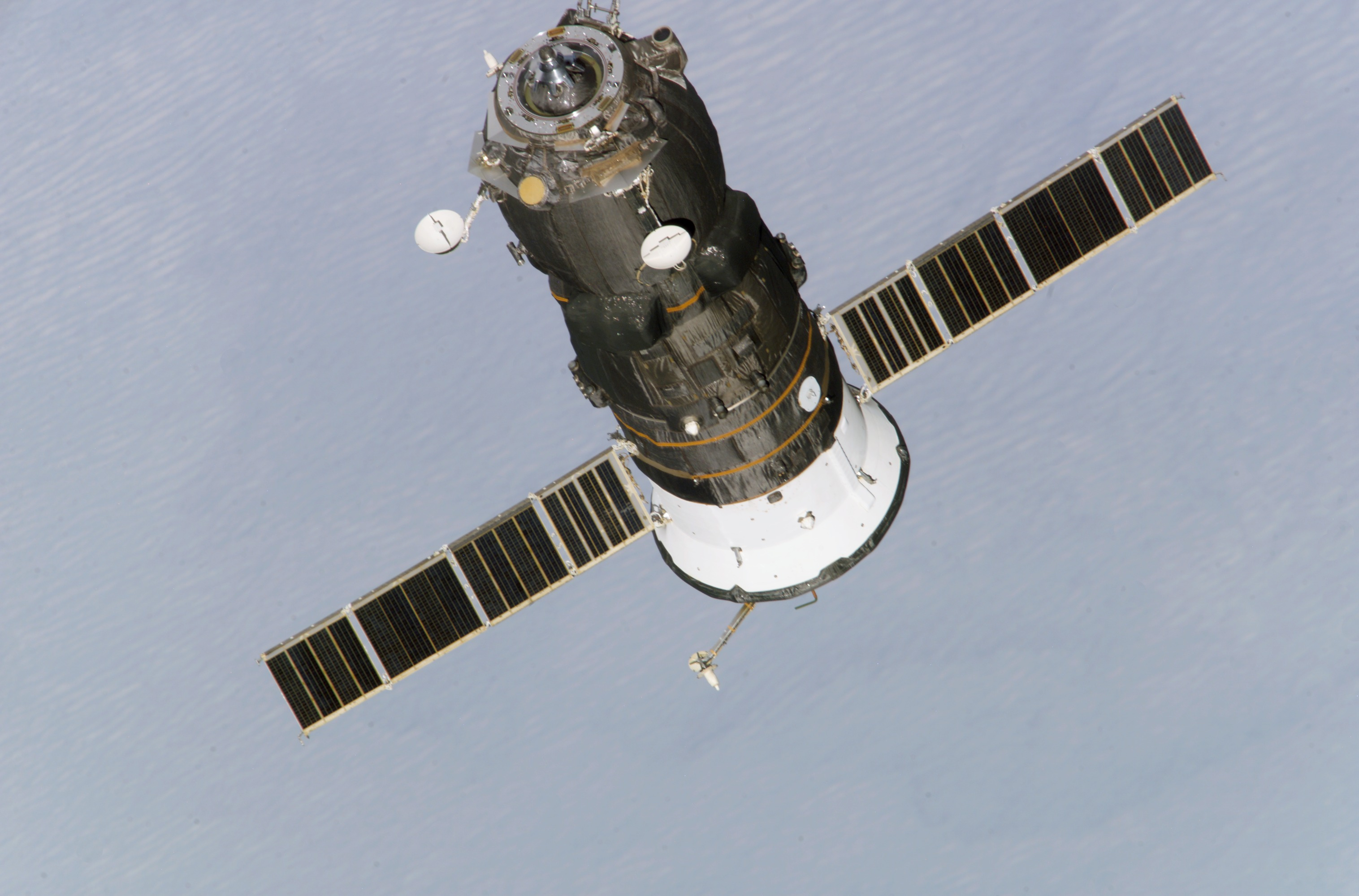
Ein russischer Progress-Raumfrachter

Den erdgebundenen Transport von Frachtgut organisieren Speditionen, die entweder für die Besorgung der Transportmittel oder für die Durchführung des Transports sorgen. Speditionen dürfen den Transport selbst im Wege des Selbsteintritts durchführen, müssen dies aber nicht; es genügt, wenn sie das Transportmittel besorgen. Je nach Güterart, Entfernung und Dringlichkeit kommen verschiedene Transportmittel zum Einsatz:
- Frachtflugzeuge (Frachtfluggesellschaften; siehe auch Luftfracht),
- Güterzüge (Stückgut oder Schüttgut),
- Frachtschiffe,
- Lastkraftwagen,
- Lastkraftwagen auf Autozügen (→ Rollende Landstraße),

- intermodaler oder auch multimodaler Verkehr als Kombination mehrerer Verkehrsmittel oder
- Versorgungsraumschiffe für den Frachttransport zu Raumstationen.

## Rechtliches

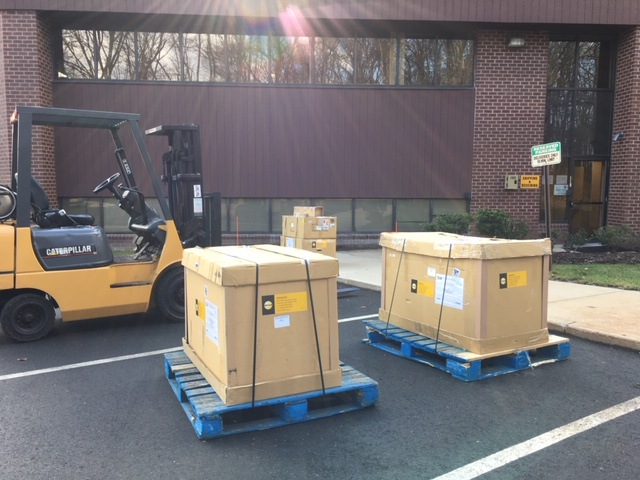
Stückgut auf Paletten

Die Transporteure werden Frachtführer (in Österreich Frächter) genannt. Sie organisieren nicht den Transport, sondern führen diesen aus, meistens im Auftrag eines Spediteurs. Die Höhe der Fracht wird im Frachtvertrag vereinbart und in der Regel im Frachtbrief festgehalten. Seit mit der Transportrechtsreform 1998 in Deutschland die Erstellung eines Frachtbriefes für nationale Transporte nicht mehr zwingend erforderlich ist, sondern auch Lieferscheine, Ladelisten oder vergleichbare Papiere als Warenbegleitdokumente verwendet werden können, wird zunehmend kein Frachtbrief mehr ausgestellt. Beim Frachtbrief gibt es drei Originalausfertigungen. Eine Ausfertigung verbleibt beim Absender, nachdem ihm darauf der Frachtführer die Übernahme des Frachtguts bestätigt hat. Die zweite verbleibt nach Ablieferung des Frachtguts als Ablieferbestätigung beim Frachtführer und die dritte erhält der Empfänger.
Für die Verladung des Frachtguts ist der Absender zuständig. Er ist dabei gemäß § 412 HGB für eine beförderungssichere Verladung des Frachtguts verantwortlich, wohingegen der Frachtführer für die verkehrssichere Verladung (z. B. Gewichtsverteilung, Einhaltung der zulässigen Achslasten), als auch für die Ladungssicherung zu sorgen hat.
Bei Kontrollen muss der Frachtbrief den Zoll- und Polizeibehörden, sowie dem Bundesamt für Güterverkehr (BAG) ausgehändigt werden.
Es gibt anmeldepflichtige Frachtgüter, für deren Transport es einer ausdrücklichen behördlichen Genehmigung bedarf. Schwertransporte erfordern eine behördliche Ausnahmegenehmigung und bei Überschreiten bestimmter Abmessungen sind gemäß § 29 Absatz. 3 StVO (Übermäßige Straßennutzung) definitiv Begleitfahrzeuge und/oder eine Begleitung durch die Polizei vorgeschrieben, um Sicherungsmaßnahmen einzuleiten und für einen reibungslosen Ablauf zu sorgen. Fällt das zu befördernde Frachtgut unter die Gefahrgutverordnung, muss das Transportfahrzeug neben der Einhaltung gefahrgutrelevanter Vorschriften auch mit entsprechenden Warntafeln gekennzeichnet sein. Darüber hinaus benötigt dann der Fahrzeugführer und ein eventueller Beifahrer auch eine ADR-Bescheinigung.
Die Aufteilung der Frachtkosten zwischen Absender und Empfänger wird über die im Kaufvertrag festgehaltenen Lieferbedingungen geregelt, im internationalen Warenverkehr durch die Incoterms.